# 宝宁寺 (朔州市)
宝宁寺位于中華人民共和國山西省朔州市右玉县右卫镇东街北侧，2019年入选全国重点文物保护单位。宝宁寺建于明代天顺四年（1460年），现在仅存天王殿、大雄宝殿。宝宁寺内原藏有136幅明代水陆画，画工深厚，生动细腻，现藏于山西博物院。

## 历史
据宝宁寺内所存明代成化十年（1474年）的碑记，宝宁寺为明代天顺四年（1460年）右玉林卫所建，右卫镇在当时是右玉林卫所在，右玉林卫是明王朝防备鞑靼入侵所设卫所之一。明代弘治元年（1488年）、清代康熙四十八年（1709年）宝宁寺两次重修。旧时，宝宁寺有院落四进，殿宇五座，整体坐北朝南，中轴线上自南向北依次是山门、前殿、天王殿、大雄宝殿。山门之外东西两侧各有一座牌楼，山门北侧、前殿南侧东西两边是钟楼和鼓楼，天王殿与大雄宝殿间有一些配殿。康熙四十四年（1705年）重裱水陆画的题记中称“宝宁寺尤为美备”。然而，在抗日战争和文化大革命中，宝宁寺遭到了极大的破坏，如今只剩天王殿、大雄宝殿两殿。1996年1月12日，宝宁寺入选山西省文物保护单位。2019年10月7日公布为第八批全国重点文物保护单位。

## 建筑
宝宁寺现存建筑仅天王殿、大雄宝殿。天王殿也称过殿，面阔五间，进深三间，悬山顶，五踩斗拱。大雄宝殿即主殿，也称华严殿，平面呈长方形，单檐歇山顶，面阔七间（计23.50米），进深三间（13.60米），是山西北部现存的明代大殿中间数最多的。大雄宝殿檐柱斗拱为五踩双下昂，计心造。前檐明间平身科斗拱为两层45度斜昂。殿内梁架为彻上露明造。据研究，宝宁寺大殿很可能使用了早期的建筑构件。

## 水陆画

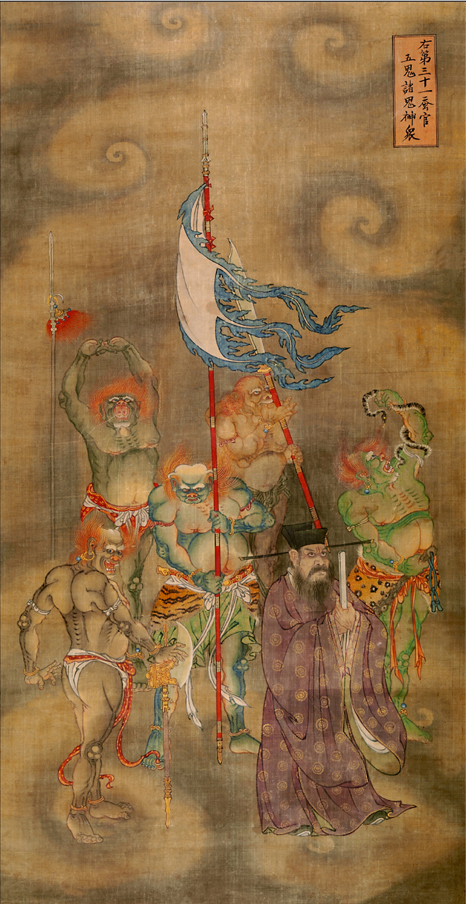
宝宁寺水陆画右第三十一 蚕官五鬼诸鬼神众

宝宁寺内原藏有136幅水陆画，加上三幅重新装裱水陆画时的题记，共是139幅。康熙四十四年（1705年），由于水陆画沾满尘污、装裱老旧，宝宁寺住持廣居和尚主持重裱水陆画，留有题记一幅、出資功德主名錄一幅。清嘉慶二十年（1815年），住持源緒和尚主持再次重新装裱，也留有题记。据嘉慶时的重裱题记，“郡城之寶寧寺古刹也，有水陸一堂，中繪諸天佛祖，每於歲之浴佛節森然陳設，焚香頂禮，四方檀那咸畢集而瞻拜焉”，当时每年浴佛节会将这些水陆画挂出，做水陆道场。抗日战争时，右玉绅民为保护水陆画，将其运至绥远，1949年后又取回，保存在大同云冈古迹保管所，1955年山西省文物管理工作委员会又将其征调至太原。目前，这些水陆画藏于山西博物院，部分在山西博物院的“佛风遗韵”展厅中展出。
由于缺乏文献，对于这些水陆画的来由，研究者们并无一致观点。关于水陆画的作者，有观点认为这些画出于民间画师之手，另一种观点认为这是明代宫廷画师的作品。后一种观点的理由之一，是清康熙四十四年（1705年）重新装裱水陆画的题记：“寶寧寺尤為美備。相傳有敕賜鎮邊水陸一堂，妙相莊嚴，非尋常筆跡所同”，称宝宁寺水陆画为敕赐，以之镇边。嘉慶二十年（1815年）题记也有“敕赐”的说法（“溯其由來，蓋敕賜以鎮邊疆而為生民造福者也”）。另外的理由是，宝宁寺水陆画画工精致，与民间画工所作水陆画画风迥异，而如此精致的水陆画在明代也非常昂贵，一般人家也承担不起费用。通常认为，这些水陆画是明代作品。不过，也有人认为是元代作品，理由是画中有元代服饰、元代年号。
136轴水陆画均为绢本，保存完好，除几幅佛像较大以外，其余作品长约120厘米，宽约60厘米。139幅水陆画中，描绘佛教形象的有61幅、以道教为题材的47幅，描绘各色人等的有12幅、表现社会生活的有13幅。这些水陆画线条流畅、色彩鲜艳、布局紧凑、内容丰富，感染力很强。